# Лайт вальбири
Лайт вальбири — австралийский смешанный язык, образовавшийся из языков вальбири, криола и австралийского английского. Существование задокументировано лингвистом Мичиганского Университета Кармел О’Шеннеси. Говорят на нём в австралийской деревне Лайаману около 350 молодых людей (до 35 лет), носителей вальбири, часто и активно с рождения использующих английский и криол.

## История
Расселение австралийским правительством в 1948 году перенаселённой деревни Юэндуму в место, где позже была основана деревня Лайаману, привело к основанию нового языка. Новую деревню разместили в труднодоступном районе, а в местной начальной школе преподавали на английском языке. В Юэндуму говорили на языке вальбири. Таким образом, местные жители в речи стали использовать оба языка, что в итоге породило новый, смешанный язык.